# Philodendron gonzalezii
Philodendron gonzalezii là một loài thực vật có hoa trong họ Ráy (Araceae). Loài này được Grayum miêu tả khoa học đầu tiên năm 1996.